# Martin Landa
Martin Landa (* 27. ledna 1976 Brno) je český manažer a politik, v letech 2014 až 2018 starosta a v letech 2018 až 2022 první místostarosta městské části Brno-střed, bývalý člen a místopředseda hnutí „Žít Brno“, později nestraník za hnutí ANO 2011.

## Život
Absolvoval Moravské gymnázium v Brně. Poté studoval několik vysokých škol, které ale nedokončil. Vystudoval obor Management sportu na Fakultě sportovních studií Masarykovy univerzity, promoval v roce 2020 a získal titul Mgr. V Brně strávil celý život s výjimkou 4 let, kdy pracoval v Praze. Podnikal ve stavebnictví.
Martin Landa je ženatý, má dvě děti. Žije v Brně, konkrétně v části Brno-střed.

## Politické působení
Od roku 2014 byl členem hnutí „Žít Brno“ (ŽTB). V komunálních volbách v roce 2014 kandidoval jako člen ŽTB na kandidátce subjektu "Žít Brno s podporou Pirátů" do Zastupitelstva města Brna, ale neuspěl. Ve stejných volbách byl však zvolen za ŽTB zastupitelem městské části Brno-střed. V listopadu 2014 se pak stal starostou městské části Brno-střed. Předcházející starosta Libor Šťástka mu pak úřad předával za značného chaosu. V krajských volbách 2016 kandidoval v Jihomoravském kraji na 63. místě z 65 na kandidátce TOP 09 s podporou starostů a "Žít Brno", do krajského zastupitelstva se dostali první čtyři kandidáti.
V polovině roku 2016 se stal 2. místopředsedou hnutí ŽTB, ale v roce 2017 z něj vystoupil kvůli špatné komunikaci uvnitř strany (tím mu zanikla i funkce místopředsedy). Na podzim 2017 se objevily zprávy, že jej do svých řad láká hnutí ANO 2011, resp. že zvažuje konec v politice. V komunálních volbách v roce 2018 nakonec kandidoval jako nestraník za hnutí ANO 2011, a to jako lídr tamní kandidátky. Post zastupitele městské části obhájil. Dne 21. listopadu 2018 byl novým starostou městské části Brno-střed zvolen Vojtěch Mencl, Landa se pak stal 1. místostarostou městské části. Ve volbách v roce 2022 již nekandidoval.